# Леандро Даміан
Леандро Даміан (порт. Leandro Damião, нар. 22 липня 1989, Жардін-Алегрі) — бразильський футболіст, нападник клубу «Реал Бетіс».

## Клубна кар'єра
Вихованець юнацької команди клубу «Атлетіко Ібірама» та «Інтернасьйонала».
У дорослому футболі дебютував 2010 року виступами за команду клубу «Інтернасьйонал», кольори якої захищає й донині. Всього зіграв за клуб 177 матчів у всіх турнірах та забив 87 голів і допоміг йому стати володарем Кубка Лібертадорес та Рекопи Південної Америки, а також тричі став чемпіоном штату Ріу-Гранді-ду-Сул.
16 грудня 2013 року після поганого сезону в «Інтернасьйоналі» (тільки 13 голів у майже 50 матчах) Даміан перейшов в «Сантус» приблизно за 13 млн євро. Проте і тут футболіст закріпитись не зумів, забивши за сезон лише 6 матчів в Серії А. У січні 2016 року, відігравши перед тим сезон в оренді в «Крузейру», Даміан та «Сантус» після деяких судових розглядів домовилися про дострокове розірвання контракту.
4 лютого 2016 року гравець підписав контракт з іспанським «Бетісом» в статусі вільного агента. Договір був розрахований на півроку з можливістю продовження ще на рік у разі досягнення спортивних результатів. Відтоді встиг відіграти за клуб з Севільї 3 матчі в національному чемпіонаті.

## Виступи за збірну
27 березня 2011 року дебютував в офіційних матчах у складі національної збірної Бразилії в товариській грі зі збірною Шотландії, який завершився перемогою «пентакампеоне» з рахунком 2-0.
2012 року захищав кольори олімпійської збірної Бразилії на Олімпійських іграх 2012 року у Лондоні, де зіграв у п'яти матчах, тому в числі і у фінальній грі проти мексиканців, який Бразилія програла 1:2. В тій грі Даміан голоів не забивав, проте в попередніх матчах неодмінно відзначався і з 6 голами став найкращим бомбардиром турніру.
Наразі провів у формі головної команди країни 17 матчів, забивши 3 голи.

## Статистика виступів

### Статистика клубних виступів
| Сезон                      | Команда                    | Чемпіонат                  | Чемпіонат | Чемпіонат | Національний кубок | Національний кубок | Національний кубок | Континентальні кубки | Континентальні кубки | Континентальні кубки | Інші змагання | Інші змагання | Інші змагання | Усього | Усього |
| Сезон                      | Команда                    | Ліга                       | Ігор      | Голів     | Ліга               | Ігор               | Голів              | Ліга                 | Ігор                 | Голів                | Ліга          | Ігор          | Голів         | Ігор   | Голів  |
| -------------------------- | -------------------------- | -------------------------- | --------- | --------- | ------------------ | ------------------ | ------------------ | -------------------- | -------------------- | -------------------- | ------------- | ------------- | ------------- | ------ | ------ |
| 2010                       | «Інтернасьйонал»           | ЛГ+A                       | 8+25      | 4+7       |                    |                    |                    | КЛ                   | 1                    | 1                    | КЧС           | 1             | 0             | 35     | 12     |
| 2011                       | «Інтернасьйонал»           | ЛГ+A                       | 13+28     | 17+14     |                    |                    |                    | КЛ                   | 8                    | 4                    | РПА           | 2             | 3             | 51     | 38     |
| 2012                       | «Інтернасьйонал»           | ЛГ+A                       | 14+19     | 11+7      | -                  | -                  | -                  | ЛЧ                   | 10                   | 6                    | -             | -             | -             | 43     | 24     |
| 2013                       | «Інтернасьйонал»           | ЛГ+A                       | 17+26     | 8+5       | КБ                 | 5                  | 0                  | -                    | -                    | -                    | -             | -             | -             | 48     | 13     |
| Усього за «Інтернасьйонал» | Усього за «Інтернасьйонал» | Усього за «Інтернасьйонал» | 52+98     | 40+33     |                    | 5                  | 0                  |                      | 19                   | 11                   |               | 3             | 3             | 177    | 87     |
| 2014                       | «Сантус»                   | ЛП+A                       | 13+1      | 5+0       | КБ                 | 0                  | 0                  | -                    | -                    | -                    | -             | -             | -             | 14     | 5      |
| Усього за кар'єру          | Усього за кар'єру          | Усього за кар'єру          | 208       | 101       |                    | 5                  | 0                  |                      | 19                   | 11                   |               | 3             | 3             | 235    | 115    |

### Статистика виступів за збірну
| Дата       | Місто                   | Господарі            | Результат | Гості      | Турнір                       | Голи | Примітки |
| ---------- | ----------------------- | -------------------- | --------- | ---------- | ---------------------------- | ---- | -------- |
| 27-3-2011  | Лондон                  | Бразилія             | 2 – 0     | Шотландія  | товариський матч             | -    |          |
| 4-6-2011   | Гояна                   | Бразилія             | 0 – 0     | Нідерланди | товариський матч             | -    |          |
| 5-9-2011   | Лондон                  | Бразилія             | 1 – 0     | Гана       | товариський матч             | 1    |          |
| 14-9-2011  | Кордова                 | Аргентина            | 0 – 0     | Бразилія   | товариський матч             | -    |          |
| 28-2-2012  | Санкт-Галлен            | Боснія і Герцеговина | 1 – 2     | Бразилія   | товариський матч             | -    |          |
| 26-5-2012  | Гамбург                 | Данія                | 1 – 3     | Бразилія   | товариський матч             | -    |          |
| 30-5-2012  | Вашингтон               | США                  | 1 – 4     | Бразилія   | товариський матч             | -    |          |
| 3-6-2012   | Арлингтон               | Бразилія             | 0 – 2     | Мексика    | товариський матч             | -    |          |
| 9-6-2012   | Нью-Йорк                | Аргентина            | 4 – 3     | Бразилія   | товариський матч             | -    |          |
| 15-8-2012  | Стокгольм               | Швеція               | 0 – 3     | Бразилія   | товариський матч             | 1    |          |
| 7-9-2012   | Сан-Паулу               | Бразилія             | 1 – 0     | ПАР        | товариський матч             | -    |          |
| 10-9-2012  | Ресіфі                  | Бразилія             | 8 – 0     | КНР        | товариський матч             | -    |          |
| 19-9-2012  | Гоянія                  | Бразилія             | 2 – 1     | Аргентина  | Суперкласіко де лас Амерікас | -    |          |
| 16-10-2012 | Вроцлав                 | Японія               | 0 – 4     | Бразилія   | товариський матч             | -    |          |
| 6-4-2013   | Санта-Крус-де-ла-Сьєрра | Болівія              | 0 – 4     | Бразилія   | товариський матч             | 1    |          |
| 24-4-2013  | Белу-Оризонті           | Бразилія             | 2 – 2     | Чилі       | товариський матч             | -    |          |
| 2-6-2013   | Ріо-де-Жанейро          | Бразилія             | 2 – 2     | Англія     | товариський матч             | -    |          |
| Усього     |                         | Матчів               | 17        |            | Голів                        | 3    |          |

## Титули і досягнення

### Клубні
- Переможець чемпіонату штату Ріу-Гранді-ду-Сул (3):

«Інтернасьйонал»: 2011, 2012, 2013
- Володар Кубка Лібертадорес (1):

«Інтернасьйонал»: 2010
- Переможець Рекопи Південної Америки (1):

«Інтернасьйонал»: 2011
- Переможець чемпіонату штату Ріо-де-Жанейро (1):

«Фламенгу»: 2017
- Чемпіон Японії (2):

«Кавасакі Фронтале»: 2020, 2021
- Володар Кубка Імператора Японії (2):

«Кавасакі Фронтале»: 2020, 2023
- Володар Кубка Джей-ліги (1):

«Кавасакі Фронтале»: 2019
- Володар Суперкубка Японії (1):

«Кавасакі Фронтале»: 2019, 2021

### Збірні
- Переможець Суперкласіко де лас Амерікас: 2011, 2012
- Срібний олімпійський призер: 2012

### Особисті
- Найкращий бомбардир Ліги Гаушу (2): 2011 (12 голів), 2012 (11 голів)
- Найкращий бомбардир Ліги Мінейро (1): 2015 (9 голів)
- Найкращий бомбардир Джей-ліги (1): 2021 (23 голи)
- Найкращий гравець і нападник Ліги Гаушу: 2011
- Володар премії Артура Фріденрайха: 2011
- Найкращий бомбардир Олімпійських ігор: 2012